# Moonlight Shadow: The Collection
Moonlight Shadow: The Collection je kompilační album britského multiinstrumentalisty Mika Oldfielda. Vydáno bylo 22. dubna 2013. Album obsahuje vybrané Oldfieldovy skladby z celé jeho dosavadní kariéry z let 1973–2008. Jednalo se o třetí Oldfieldovu kompilaci vydanou během dvou let.

## Seznam skladeb
| Pořadí         | Název                                   | Autor             | Původní album                                  | Délka |
| -------------- | --------------------------------------- | ----------------- | ---------------------------------------------- | ----- |
| 1.             | Tubular Bells (výňatek z Two Sides)     | Oldfield          | Tubular Bells (1973)                           | 13:28 |
| 2.             | Ommadawn (výňatek)                      | Oldfield          | Ommadawn (1975)                                | 3:37  |
| 3.             | In Dulci Jubilo                         | Bach, Pearsall    | singl, 1975                                    | 2:50  |
| 4.             | First Excursion                         | Bedford, Oldfield | B strana singlu „William Tell Overture“ (1977) | 5:52  |
| 5.             | Diana (výňatek z Incantations)          | Oldfield          | Incantations (1978)                            | 6:32  |
| 6.             | Platinum (Part One – Airborn)           | Oldfield          | Platinum (1979)                                | 5:00  |
| 7.             | Guilty (verze ze 7" singlu)             | Oldfield          | singl (1979)                                   | 4:13  |
| 8.             | Blue Peter                              | Ashworth-Hope     | singl (1979)                                   | 2:05  |
| 9.             | Sheba                                   | Oldfield          | QE2 (1980)                                     | 3:31  |
| 10.            | Mount Teidi                             | Oldfield          | Five Miles Out (1982)                          | 4:10  |
| 11.            | Moonlight Shadow                        | Oldfield          | Crises (1983)                                  | 3:37  |
| 12.            | Good News                               | Oldfield          | The Killing Fields (1984)                      | 1:44  |
| 13.            | Amarok (Part One) (výňatek z Two Sides) | Oldfield          | Amarok (1990)                                  | 5:03  |
| 14.            | Slipstream                              | Oldfield          | Light + Shade (2005)                           | 5:14  |
| 15.            | Sunset                                  | Oldfield          | Light + Shade (2005)                           | 4:42  |
| 16.            | Aurora                                  | Oldfield          | Music of the Spheres (2008)                    | 3:43  |
| Celková délka: | Celková délka:                          | Celková délka:    | Celková délka:                                 | 76:25 |